# 胡安·恩里莱

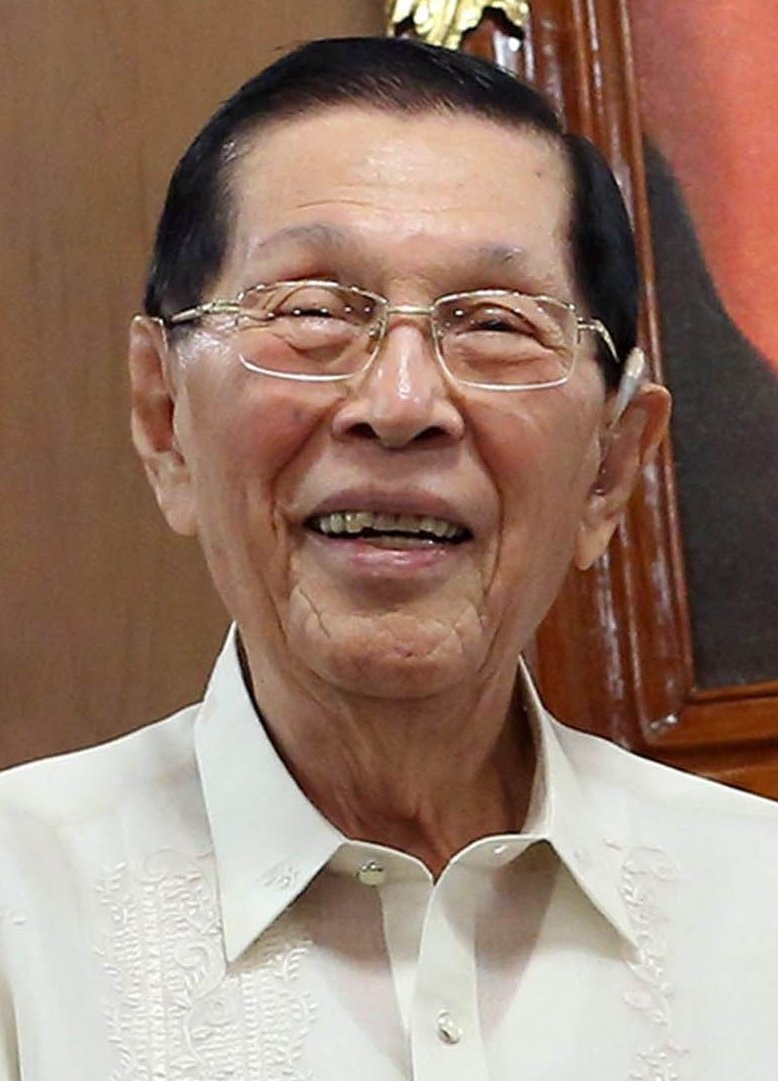
老胡安·庞塞·恩里莱

老胡安·庞塞·恩里莱（英語：Juan Furagganan Ponce Enrile Sr.，1924年2月14日—），是菲律宾参议院议长、财政部长、国防部长。他曾被一些政治分析人士认为可能有机会成为独裁者费迪南德·马科斯的继承人。

## 生平
1924年，出生于菲律宾卡加延省的律师家庭。
1949年，毕业于马尼拉雅典耀大学。
1953年，在菲律宾大学获法学学士学位。
1955年，在美国哈佛大学获法学硕士学位。
1968年，任财政部长与中央银行金融委员会主席。
1972年，任国防部长。
1987年，当选参议员。
2008年，当选参议院议长。
2010年，连任参议院议长。